# Barichneumon quadriguttatus
Barichneumon quadriguttatus là một loài tò vò trong họ Ichneumonidae.